# کواتور
کواتور (انگلیسی: Quattor) شرکت پتروشیمی برزیلی است، که در سال ۲۰۰۸ تأسیس شد.